# Cristal (nombre)
Cristal es un nombre propio femenino cuya etimología proviene del griego Krystallos (Κρυσταλλία) nombre principalmente dado al cuarzo y luego al cristal, en su variante en español. Popularizado por el culto a la Virgen del Cristal que está ubicada en la iglesia parroquial de Vilanova dos Infantes cerca de Celanova, Orense, y que es venerada desde el siglo XVII y a la que en 1880 Manuel Curros Enríquez dedicó el poema A Virxe do Cristal.
Es usado frecuentemente en España, principalmente en Orense, así como en Hispanoamérica. Según el INE, a fecha 01/01/2016 en España llevan el nombre de Cristal: 158 mujeres y el nombre de Crystal: 33 mujeres, haciendo un total de 191 lo que supone un 0,008‰.

## Variaciones
Otra variación del nombre es: Cristalia, Cristala.
Masculino: Cristalio, Cristalo.
Variaciones en otros idiomas:
- Búlgaro: Kristalina.
- Griego: Chrystalla.
- Inglés: Crystal, Cristaly, Kristal, Chrystal, Krystal.

## Personas populares
- Chrystal Macmillan (1872-1872), política, activista y abogada británica.
- Crystal Eastman (1881-1928), activista social, jurista y feminista estadounidense.
- Cristala Constantinides (1944-), política peruana.
- Crystal Gayle (1951-), cantante, actriz, productora y compositora estadounidense.
- Kristalina Georgieva (1953-), política y economista búlgara.
- Chrystalla Georghadji (1956-), gobernadora chipriota.
- Crystal Waters (1964-), cantante estadounidense.
- Crystal (cantante) (1965-), cantante, actriz y atleta invidente mexicana.
- Crystal Lewis (1969-), vocalista, compositora y autora estadounidense.
- Crystal McKellar, (1976-), actriz estadounidense.
- Kristal Tin, (1977-), actriz y cantante hongkonesa.
- Crystal Lowe (1981-), actriz y modelo canadiense.
- Kristal Marshall, (1983-), modelo y luchadora profesional estadounidense.
- Crystal Bowersox (1985-), cantautora estadounidense.
- Crystal Reed (1985-), actriz estadounidense.
- Crystal Harris (1986-), modelo y cantante estadounidense.
- Crystal Kay (1986-), cantante japonesa.
- Crystal Ong (1986-), actriz y cantante malaya.
- Crystal Renn (1986-), supermodelo y autora estadounidense.
- Krystal Meyers (1988-), cantante y compositora estadounidense.
- Crystal Tovar Aragón (1990-), política mexicana.
- Crystal Leefmans (1995-), deportista surimanesa.

## En ficción
- Cristal (telenovela)